# 汉斯·伯恩哈特
汉斯·伯恩哈特（德語：Hans Bernhardt，1906年1月28日—1940年11月29日），德国男子自行车运动员。他曾代表德国参加1928年夏季奥林匹克运动会自行车比赛，获得男子双人自行车铜牌。